# Albert de Cuyck
Albert de Cuyck, né dans le diocèse de Liège vers 1134 et mort à Liège le 2 février 1200, est prince-évêque de Liège de 1195 à sa mort.

## Biographie
Frère cadet du baron Henri II, seigneur de Cuyck (un alleu du Saint-Empire, actuellement aux Pays-Bas), Albert de Cuyck fut archidiacre de l'évêque de Liège à partir de 1181 et prévôt de Saint-Paul à Liège à partir de 1193.
Après l'assassinat d'Albert de Louvain en 1192, le trône de saint Lambert reste inoccupé pendant plusieurs mois. La majorité des chanoines de Saint-Lambert avaient soutenu saint Albert et ne reconnaissent pas la légitimité de Lothaire de Hochstaden.
Simon de Limbourg, alors âgé de 16 ans et soutenu par son père le duc Henri III de Limbourg et le duc Henri Ier de Brabant, est élu prince-évêque de Liège en octobre 1193 et reçoit l'investiture de l'empereur Henri VI le 13 novembre de la même année à Aix-la-Chapelle. Présents à Aix-la-Chapelle, les partisans de Lothaire comptant quatre archidiacres Albert de Cuyck, Albert de Rethel, Otton de Valkenburg et Hugues de Pierrepont, soutenus par le comte de Hainaut, protestent et font appel de l'élection de Simon auprès du Saint-Siège. Une enquête est diligentée par le pape et autorise une nouvelle élection. Celle-ci a lieu en novembre 1194 et dans l'église de Saint-Aubin de Namur. Albert de Cuyck est élu et immédiatement reconnu par le comte de Hainaut.
Simon de Limbourg ne reconnait pas cette élection et se maintient sur le siège épiscopal. Une guerre éclate entre les deux camps. Les troupes du compte de Hainaut assiège la forteresse de Huy. Simon accompagné de son père, ses frères et le comte de Moha demande au duc de Brabant d'intervenir. Ce dernier négocie avec Baudouin V de Hainaut un accord : Simon et Albert feront trancher leur conflit par le pape.
Les deux protagonistes se rendent à Rome pendant le carême de 1195. Le pape Célestin accorde le titre de cardinal à Simon. Sans doute un préalable à la confirmation de l'élection de ce dernier. Cependant, Simon meurt le 1er août 1195 et est enterré dans l'église Saint-Jean de Latran. Le pape confie alors le siège épiscopal de Liège à Albert de Cuyck. 
Dès que la mort de Simon est connue des chanoines de Saint-Lambert, ceux-ci organisent une nouvelle élection et nomment l'archidiacre Otton de Valkenburg.
De Rome, Albert se rend directement auprès de l'empereur à Worms où il est rejoint par Otton. Après avoir pris connaissance de la décision papale, l'empereur investit Albert de Cuyck qu'Otton reconnait immédiatement. 
Albert de Cuyck est sacré par Adolphe d'Altena le 6 janvier 1196 et s'empresse de se rendre à Liège le 21 janvier.
En 1196, il octroie aux Liégeois une charte de franchises consacrant les droits civils et individuels des citoyens de la cité établis par la coutume.
Albert meurt le 2 février 1200 et est enterré dans la cathédrale Notre-Dame-et-Saint-Lambert de Liège

## Hommage
- Rue Albert de Cuyck, à Liège.